# حبيل امجلب (القبيطة)

تعديل مصدري - تعديل

حبيل امجلب هي إحدى قرى عزلة كرش بمديرية القبيطة التابعة لمحافظة لحج، بلغ تعداد سكانها 44 نسمة حسب تعداد اليمن لعام 2004.